# 埃费瓦特·阿克马尔
埃费瓦特·阿克马尔（1996年8月10日—）， 是马来西亚职业足球运动员，司职门将。现效力于马来西亚超级足球联赛的吉打达鲁阿曼，同时也代表马来西亚国家足球队。

## 俱乐部经历

### 吉打达鲁阿曼
埃费瓦特·阿克马尔在吉打U-21开始职业生涯，并在2015年代表吉打U-21参加马来西亚总统杯。2016年，埃费瓦特·阿克马尔被提拔至吉打达鲁阿曼一线队。

## 国家队生涯
2017年，埃费瓦特·阿克马尔进入2017年东南亚运动会马来西亚U-23大名单，在2017年东南亚运动会获得银牌。

## 荣誉

### 俱乐部
吉打达鲁阿曼
- 马来西亚足总杯：2017年、2019年冠军
- 马来西亚杯：2016年冠军
- 马来西亚慈善盾：2017年冠军

### 国家队
- 东南亚运动会： 银牌：2017年[3]

### 个人
- 马来西亚足总杯：2019年决赛最佳球员
- 马来西亚足总年度颁奖典礼：2017年最佳门将[4]
- 吉打运动员颁奖典礼：2016年最具前途运动员
- 马来西亚足总月度最佳球员：2019年3月